# Český bestseller
ČESKÝ BESTSELLER je ocenění každoročně udílené nakladatelům i autorům knižních novinek, které se staly v uplynulém kalendářním roce nejprodávanějšími v rámci internetového obchodu a sítě knihkupectví KNIHCENTRUM.cz. Tituly jsou řazené do deseti tematických kategorií, v každé z nich získává nominaci pět prodejně nejúspěšnějších knižních novinek. Nominace zahrnuje také audioknihy prodané prostřednictvím služby Audioteka. Hlavní ocenění ČESKÝ BESTSELLER, v podobě sošky z dílny akademického sochaře Olbrama Zoubka, obdrží nejprodávanější titul v kategorii Česká beletrie pro dospělé. Cena se uděluje od roku 2001.

## Cíl
Záměrem každoročního předávání cen ČESKÝ BESTSELLER je ocenit knižní novinky, které se staly v uplynulém kalendářním roce na českém knižním trhu nejprodávanějšími. Na rozdíl od jiných cen udělovaných za obsah literárních děl jsou tato ocenění udělována podle prodejních výsledků jednotlivých titulů. Společnost KNIHCENTRUM.cz se tedy soustředí na knihy, kterých si zákazníci v uplynulém roce nakoupili největší množství. Cílem je také upozornit na samotné autory a jejich nakladatele, kteří si zaslouží stejnou podporu jako jejich knihy. V kategorii Audioknihy jsou zahrnuty prodeje prostřednictvím služby Audioteka.

## Kategorie
V každé kategorii je nominováno tři až pět titulů. Při vyhodnocování se vychází z vyčíslení prodejů za období od 1. ledna do 31. prosince předešlého roku. Nominované tituly jsou uváděny v abecedním pořadí dle názvu nakladatele. V každé kategorii vyhrává nakladatel s nejvyšším počtem prodaných výtisků.
V rámci akce ČESKÝ BESTSELLER jsou odměněni nakladatelé v následujících kategoriích:
- Česká literatura pro děti a mládež
- Překladová literatura pro děti a mládež
- Kuchařky
- Odborná a populárně naučná literatura pro dospělé
- Zdraví & životní styl
- Audioknihy
- Biografie
- Překladová beletrie pro dospělé
- Česká beletrie pro dospělé - ČESKÝ BESTSELLER (hlavní kategorie)

Tituly jsou vybrány dle celkových prodejů v síti prodejen a webů pod hlavičkou KNIHCENTRUM.cz. V kategorii audiokniha rozhodují prodeje ve službě Audioteka. Názvy a počet kategorií se mohou v jednotlivých ročnících měnit.

### Hlavní cena - Český bestseller
Hlavní cenu získá titul českého autora, který byl nominován v kategorii Česká beletrie pro dospělé. Ocenění Český bestseller v podobě ženy vystupující z otevřené knihy pochází z dílny akademického sochaře Olbrama Zoubka. 

### Cena čtenářů
Svého favorita si pravidelně vybírají také samotná čtenáři prostřednictvím hlasování na webových stránkách www.ceskybestseller.cz. Hlasující návštěvníci vybírají mezi nominovanými tituly napříč všemi kategoriemi, vítězem se stává titul s největším počtem hlasů.

## Český bestseller za rok 2023
Dne 1. března 2024 se v ostravském Domě knihy Knihcentrum.cz uskutečnilo vyhlášení 25. ročníku cen Český bestseller, které oceňují nejprodávanější knihy vydané v roce 2023. 
Hlavní cenu získal Patrik Hartl za román "Gazely". V kategorii Překladová beletrie pro dospělé zvítězil Robert Bryndza s knihou "Tíživé ticho". Nejprodávanější kuchařkou se stala "Buchty po ránu" od Josefa Maršálka a Terezy Bebarové. V oblasti odborné a populárně naučné literatury pro dospělé byla oceněna kniha "Modrá krev" autorek Aleny Činčerové a Barbory Jarošové Kinské. V kategorii Literatura pro děti a mládež uspěl Jeff Kinney s titulem "Deník malého poseroutky: Škola na odstřel". Nejlepší sportovní publikací se stala kniha "Panenka" od Václava Tichého a Zdeňka Pavlise. V kategorii Biografie zvítězil Martin Moravec s knihou "Marek Dvořák – Mezi nebem a pacientem". Nejprodávanější erotickou literaturou byla kniha "Karmín" od Sharon Page.
Cenu čtenářů získal román "Les v domě" od Aleny Mornštajnové. Speciální ocenění obdrželi manželé Jana a Roman Vaňkovi za více než milion prodaných výtisků.
V kategorii audioknih byl nejprodávanějším titulem "Zatmění" od Jo Nesbøho, načtené Davidem Matáskem, a nejposlouchanější audioknihou v rámci Audioteka Klubu se stal audioseriál "Tirák" od Petra Kolečka, interpretovaný Jakubem Prachařem a Janou Strykovou.

## Český bestseller za rok 2022
Slavnostní vyhlášení 24. ročníku ocenění ČESKÝ BESTSELLER proběhlo v pátek 3. března v nových prostorách Klastru umění a designu Fakulty umění Ostravské univerzity na Černé louce, a to ve spolupráci s Knižním festivalem Ostrava 2023. V každé kategorii byly nominovány tři tituly a nově byla oceněna také nejstreamovanější audiokniha v rámci Audioteka Klubu. Hlavní ocenění za Českou beletrii získala Kateřina Tučková za román Bílá Voda.
V kategorii Česká literatura pro děti a mládež byla oceněna kniha Nové cestovatelské pohádky autorek Jitky Severinové a Stanislavy Korcové, kterou ilustrátorsky zpracoval Adolf Dudek. V oblasti Překladové literatury pro děti a mládež se stal nejúspěšnějším titulem Deník malého poseroutky Wíbuch Plýny, jehož oblíbená série pochází z pera Jeffa Kinneyho. V kulinářské kategorii Kuchařek zvítězilo Grilování známého českého kuchaře Romana Vaňka a jeho ženy Jany Vaňkové. Skleněná plaketa byla předána také české spisovatelce Karin Lednické za její literární počin Životice: obraz (po)zapomenuté tragédie, který bodoval v Odborné a populárně naučné literatuře pro dospělé. V kategorii Překladová beletrie pro dospělé si na své konto připsal výhru napínavý thriller Osudné svědectví britského autora žijícího na Slovensku Roberta Bryndzy. Nejprodávanější biografií, v níž některé čtenáře až šokoval svou upřímností, se stala kniha Přátelé, lásky a ten ohromný průšvih herce Matthewa Perryho.
Nejprodávanější audioknihou roku 2022 byla Neklidná krev Roberta Galbraitha (pseudonym J.K. Rowlingové) v podání Pavla Rímského. Nejposlouchanější audioknihou v rámci Audioteka Klubu se stal thriller Stín ve dveřích Tima Weavera, kterému propůjčil hlas Igor Bareš.
Skleněnou plaketu za nejvyšší počet hlasů v rámci internetového hlasování získala Karin Krajčo Babinská za společenský román Tsunami.

## Český bestseller za rok 2021
Udílení knižních cen ČESKÝ BESTSELLER se vrátilo ke své tradiční podobě. Slavnostní vyhlášení 23. ročníku se konalo v pátek 11. března 2022 v ostravském Trojhalí Karolina. Křišťály pro nejprodávanější tituly roku 2021 byly uděleny v deseti kategoriích. Hlavní ocenění v kategorii Česká beletrie pro dospělé v podobě sošky převzal Patrik Hartl za román 15 roků lásky. Čtenářské publikum nejvíce hlasovalo pro knihu Šikmý kostel 2 od spisovatelky Karin Lednické.
V kategorii Česká literatura pro děti a mládež získal ocenění mistr etikety Ladislav Špaček, tentokrát za vlastivědnou knížku pro malé čtenáře nazvanou Dědečku, vyprávěj o Česku. Mezi Překladovou literaturou pro děti a mládež vloni nejvíce zaujal titul Batman/Fortnite Bod nula 1 od autorské dvojice Donald Mustard a Christos Gage. Velký úspěch sklidili také manželé Jana Vaňková a Roman Vaněk v kategorii Kuchařky, kde byl oceněn jejich titul Jednoduše & dokonale: Ryby, drůbež, zvěřina. Vítězem na poli Odborné a populárně naučné literatury pro dospělé se stala kniha Sedm zákonů, jejímž autorem je známý egyptolog Miroslav Bárta. Kategorie zdraví & životní styl patřila fyzioterapeutovi a odborníkovi na celostní medicínu Pavlu Kolářovi. Ocenění v ní získala jeho novinka Posilování stresem. Mezi Audioknihami tentokrát zabodoval román Patrika Hartla Prvok, Šampón, Tečka a Karel v interpretaci Martina Hofmanna. V kategorii Překladová beletrie pro dospělé se na první pozici umístil autor úspěšných thrillerových sérií Robert Bryndza se svou knihou Propast smrti. Společenskou událostí loňského roku se stal životopis české pěvecké legendy Karla Gotta Má cesta za štěstím, který zvítězil mezi biografickými tituly.

## Český bestseller za rok 2020
Výjimečná situace nedovolila uspořádat každoroční vyhlášení Český bestseller formou slavnostního večera, proto KNIHCENTRUM.cz udělovalo ceny jednotlivým vítězům individuálně. Křišťály za nejprodávanější knihy získalo osm vítězů kategorií, hlavní cenu za českou beletrii pro dospělé v podobě sošky převzala Karin Lednická. Předání této ceny proběhlo v rámci akce Knižní maraton Ostrava.
V kategorii Česká literatura pro děti a mládež se stalo nejúspěšnější knihou Malované čtení Adolfa Dudka. Mezi překladovou literaturou pro malé čtenáře získal ocenění titul Tlapková patrola: Dobrou noc, tlapky!. V kategorii Kuchařky nejvíce zazářila kniha Cesta z těsta od vítězky televizní soutěže amatérských pekařů Petry Burianové. Letošní oblibu otužování potvrdila nejprodávanější kniha Wim Hof: Ledový muž v kategorii Odborná a populárně naučná literatura pro dospělé. Titul Umění být zdráv, který napsal MUDr. Jan Vojáček, se stal v uplynulém roce bestsellerem na téma Zdraví a životní styl. V žánru audioknih měli posluchači největší zájem o biografii Robert Šlachta – Třicet let pod přísahou. Mezi překladovou literaturou pro dospělé sklidila úspěch stále populární severská dvojice autorů Lars Kepler s novinkou Zrcadlový muž. Vítězství v hlavní kategorii a také soška spolu s křišťálem patřily Karin Lednické za úvodní román monumentální kroniky Šikmý kostel.

## Český bestseller za rok 2019
Předávání knižních ocenění za rok 2019 se konalo v ostravském hudebním klubu Heligonka a opět proběhlo ve spolupráci s Knižním festivalem Ostrava 2019. Křišťály převzalo deset nejprodávanějších autorů v tematicky rozdělených kategoriích. V hlavní kategorii Česká beletrie pro dospělé zazářila spisovatelka Alena Mornštajnová. Autorka nezapomenutelných knih Hana, Hotýlek nebo Slepá mapa převzala cenu za svůj nejnovější román Tiché roky (HOST). Cena čtenářů tentokrát patřila titulu Tradinář. Kniha, kterou připravily autorky Martina Boledovičová a Monika Kindlová, pojednává o tradicích, tvořivosti a koloběhu roku. Ocenění v kategorii Audioknihy získal novinář a publicista Jaroslav Kmenta, který je autorem předlohy vítězného titulu Rudý Zeman. Speciální Cenu za přínos dětské literatuře převzal Ladislav Špaček, který tento žánr obohatil o pohádkově laděné knížky s prvky etikety.

## Český bestseller za rok 2018
Dvacátý ročník předávání cen ČESKÝ BESTSELLER se odehrál v ostravském Trojhalí Karolina a podpořil tím Knižní festival Ostrava 2019.  Hlavní ocenění v podobě sošky Olbrama Zoubka převzal Patrik Hartl za titul Nejlepší víkend (Bourdon). V kategorii Audioknih zvítězila Opuštěná společnost podle knižní předlohy Erika Taberyho, načtená hlasy herců Jiřího Dvořáka a Ivana Trojana. Cenu čtenářů, která je udílená na základě hlasování veřejnosti, získala biografie Leonardo da Vinci od amerického profesora a badatele Waltera Isaacsona.

## Český bestseller za rok 2017
Slavnostní vyhlášení nejprodávanějších knih za rok 2017 proběhlo ve středu 9. května při galavečeru na lodi Európé v Praze. Vítězem hlavní kategorie ČESKÝ BESTSELLER za rok 2017 se stal Miroslav Macek s knihou Saturnin se vrací. Cenu čtenářů získal Ota Kars, autor životopisu s názvem Jmenuju se Tomáš (Mladá fronta), mapující život Tomáše Holého, tragicky zesnulé dětské filmové hvězdy 70. a 80. let. Nejprodávanější audioknihou se stal Boss Babiš od Jaroslava Kmenty z nakladatelství Bookmedia.

## Český bestseller za rok 2016
Nejprodávanější knihy za uplynulý rok 2016 byly vyhlášeny 10. května 2017 v Praze během slavnostního galavečera na lodi Európé. Hlavní ocenění za českou beletrii pro dospělé získal Patrik Hartl se svým dvojrománem Okamžiky štěstí (nakl. Bourdon). V kategorii Audioknihy zvítězil titul Faktor Churchill a nejoblíbenějším titulem čtenářů se stala kniha Haliny Pawlowské Cesta za láskou. Večerem provázela přítomné hosty moderátorka a spisovatelka Kamila Ulčová, která je autorkou knih Soví příběh a Kavalino vejce.

## Český bestseller za rok 2015
Nejprodávanější knižní novinky za rok 2015 byly slavnostně vyhlášeny a oceněny v pátek 13. května ve velkém sále Průmyslového paláce v rámci veletrhu Svět knihy 2016. Sošku Olbrama Zoubka v hlavní kategorii si odnesl Vlastimil Vondruška s titulem Husitská epopej II. (Moravská Bastei MOBA s.r.o.). V kategorii Audioknihy zazářil titul Hedvábník (Plus, člen mediální skupiny Albatros Media a.s.). Největší počet hlasů od čtenářů získala kniha Mercedes Petra Švancara (XYZ, člen mediální skupiny Albatros Media a.s.).

## Český bestseller za rok 2014
Český bestseller 2014 byl vyhlášen 14.  května 2015 ve velkém sále Průmyslového paláce v rámci veletrhu Svět knihy 2015. Hlavní cenu Český bestseller získal Patrik Hartl s titulem Malý pražský erotikon (nakladatelství Bourdon). Nejúspěšnější audioknihou se stala Analfabetka, která uměla počítat (nakladatelství Panteon). Nejvíce hlasů v rámci Ceny čtenářů pak získala kniha Jana Hnízdila Zaříkávač nemocí.

## Český bestseller za rok 2013
Vyhlášení a ocenění nejúspěšnějších knižních novinek roku 2013 proběhlo ve čtvrtek 15. května 2014 ve velkém sále Průmyslového paláce v rámci veletrhu Svět knihy Praha 2014.
Poprvé si mohli zvolit neoblíbenější knihu také samotní čtenáři. Svůj hlas měli možnost poslat do 7. května jednomu z nominovaných titulů.
Cenu Český bestseller 2014 dostal Zdeněk Svěrák za knihu Po strništi bos, nejúspěšnější audioknihou se stal titul Mráz přichází z Hradu Michala Viewegha a Cenu čtenářů si odnesl Jiří Vokáč Čmolík za knihu Trhák aneb 21 kapitol o vašem mozku.

## Český bestseller za rok 2012
Slavnostní předání ocenění nakladatelům a autorům nejprodávanějších knižních titulů proběhlo 26. 1. 2013 v kongresovém sále pražského hotelu DUO. V tomto roce bylo poprvé předáno ocenění za nejúspěšnější audioknihu ve spolupráci s Audiotéka.cz.
Cenu Český bestseller 2012 dostala Kateřina Tučková za knihu Žítkovské bohyně, nejúspěšnější audioknihou se stal Steve Jobs Waltera Isaacsona.
Večerem provázel herec, moderátor a mimo jiné také autor projektu LiStOVáNí (cyklus scénických čtení) Lukáš Hejlík.

## Český bestseller za rok 2011
V roce 2012 byl poprvé Český bestseller vyhlášen v lednu. Slavnostní galavečer, na kterém bylo předáno ocenění Český bestseller 2011, se konalo v pražském hotelu DUO 28. 1. 2012. Hlavní cenu získal Zdeněk Svěrák s knihou Nové povídky.

## Český bestseller za rok 2010
Za rok 2010 si hlavní cenu Český bestseller odnesl Michal Viewegh za knihu Biomanželka. Vyhlášení se uskutečnilo na veletrhu Svět knihy v Praze 12. května 2011.

## Český bestseller za rok 2009
V souvislosti s konáním veletrhu Svět knihy 2010 proběhlo ve čtvrtek 13. 5. 2010 vyhlášení cen Český bestseller za rok 2009. Letos akci již podruhé pořádala největší síť partnerských knihkupectví v České republice, Rodinné knihkupectví, spol. s r.o. Akci moderovala známá česká spisovatelka Barbara Nesvadbová.
Hlavní cenu - Český bestseller za rok 2009 získal Michal Viewegh za knihu Povídky o lásce.
Mezi dalšími oceněnými autory byli např. Marcela Pecháčková, Hana Marková, Tomáš Sedláček, Halina Pawlowská, Zdeněk Svěrák, Jaroslav Uhlíř či Jiří Babica.

## Český bestseller za rok 2008
Za rok 2008 převzal 13. května 2009 hlavní cenu, v podobě sošky od akademického sochaře Olbrama Zoubka, Zdeněk Svěrák za knihu Povídky z nakladatelství Fragment. Akci poprvé pořádalo Rodinné knihkupectví, spol. s r.o.
Ceny byly udělovány během plavby po Vltavě. Na lodi byli nakladatelé, distributoři a knihkupci z České a Slovenské republiky, sešli se tam také autoři knih. Byli mezi nimi např. Zdeněk Svěrák, Ludmila Vaňková, Barbara Nesvadbová, Igor Bukovský či Eva Urbaníková.
Ludmila Vaňková, píšící historickou prózu, získala mimořádného ocenění za dlouholetý přínos knižnímu trhu. Při plavbě proběhl křest knihy Igora Bukovského s názvem „Hubnutí bez blbnutí“, kterou vydalo nakladatelství AKV. Moderátorkou předávání cen byla Lucie Váchová. Během plavby hrála skupina Elitte Music.

## Český bestseller za rok 2007
Ocenění v hlavní kategorii Česká beletrie pro dospělé za rok 2007 získala Halina Pawlowská se svou knihou Jak blbá, tak široká (nakladatelství Motto).

## Český bestseller za rok 2006
Cenu za nejprodávanější knižní novinku za uplynulý rok 2006 převzala módní návrhářka Blanka Matragi, která napsala autobiografickou knihu Blanka Matragi. Večerem provázel moderátor Pavel Zuna.

## Český bestseller za rok 2005
Cenu Český bestseller za rok 2005 v kategorii Česká beletrie pro dospělé získal Miloš Zeman za svůj počin Jak jsem se mýlil v politice.

## Český bestseller za rok 2004
Vítězem v kategorii Nejprodávanější beletrie pro dospělé za rok 2004 se stala kniha Tři v háji od trojice autorů Halina Pawlowská, Iva Hercíková a Michal Viewegh.

## Český bestseller za rok 2003
Ocenění za nejprodávanější beletrii pro dospělé za rok 2003 převzala herečka Helena Růžičková za svou knihu Deník mezi životem a smrtí II, kterou napsala společně s Marií Formáčkovou.

## Český bestseller za rok 2002
Ocenění v kategorii Nejprodávanější beletrie za rok 2002 získala Helena Růžičková a Marie Formáčková za knihu Deník mezi životem a smrtí.

## Český bestseller za rok 2001
Vítězkou kategorie Nejprodávanější beletrie za rok 2001 se stala Halina Pawlowská, která získala ocenění za svou knihu Ó, jak ti závidím!.